# Biblioteca Central (UNAM)

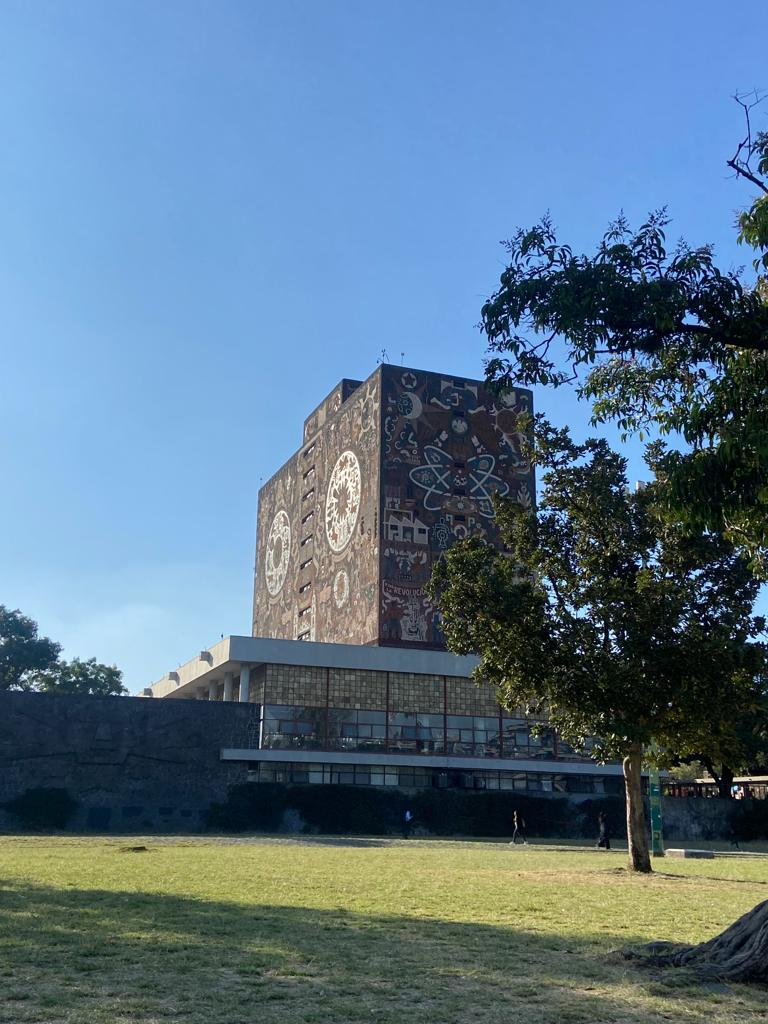
Biblioteca central UNAM, fotografía tomada desde "Las Islas".2023

La Biblioteca Central (BC) de la Universidad Nacional Autónoma de México (UNAM) es una biblioteca universitaria que cuenta con acervos multidisciplinarios abiertos para toda la comunidad universitaria. Está ubicada en la Ciudad de México, dentro de la Ciudad Universitaria de la UNAM (CU). Es la más grande de las 140 bibliotecas que integran el Sistema Bibliotecario y de Información de la UNAM SIBIUNAM, coordinado por la Dirección General de Bibliotecas y Servicios Digitales de Información (DGBSDI).
Posee uno de los acervos bibliográficos más grandes de México. El exterior del edificio está decorado con el mural Representación Histórica de la Cultura, que realizó el artista mexicano Juan O'Gorman. En 2007 la UNESCO la declaró Patrimonio Cultural de la Humanidad, junto con el campus central de la Ciudad Universitaria.
Dentro de la Ciudad Universitaria, la Biblioteca Central UNAM ocupa un lugar preponderante, además de que corona la obra arquitectónica de todo el campus sin perder la escala humana. Se ha convertido en el emblema visual de la UNAM y de la cultura en México. Es uno de los elementos urbanos más fotografiados de CU y de la Ciudad de México.

## Historia
A partir de 1948, y con las premisas de la corriente arquitectónica del funcionalismo, el arquitecto y pintor Juan O'Gorman, junto con los arquitectos Gustavo María Saavedra y Juan Martínez de Velasco, iniciaron el diseño de la Biblioteca Central UNAM en los terrenos universitarios del Pedregal de San Ángel. La construcción arrancó en 1950 y se realizó en un área total de 16 000 m cuadrados.
Originalmente, el edificio estaría destinado a contener la Biblioteca Nacional y la Hemeroteca Nacional. En 1956 abrió sus puertas como Biblioteca Central, convirtiéndose así en el principal repositorio bibliográfico para todas las facultades que se encuentran a su alrededor.
Después de 25 años de servicio se realizó la primera remodelación (1981-1983) con el objetivo de concebir un nuevo modelo para la biblioteca: uno en que la comunidad universitaria pudiera interactuar directamente con las colecciones. Otros cambios en 1986 incluyeron un nuevo horario de servicio y la automatización de los servicios.
En el año 2000 se realizó otra distribución del acervo y una segunda remodelación, con el objetivo de recuperar la idea arquitectónica original de la planta principal, crear la videoteca y tener una mejor iluminación natural. Nuevamente se amplió el horario de servicio para cubrir más de 12 horas de atención a los usuarios.
En el año 2003 se remodeló la sala de consulta y se amplió la sección de recursos electrónicos de información con más equipos y una nueva área de servicio en el entrepiso.

## Acervo
Cuando fue inaugurada, la Biblioteca Central UNAM contaba con un acervo de 80 000 volúmenes: 20 000 adquiridos ex-profeso y 60 000 provenientes del Departamento Técnico de Bibliotecas. Entre las colecciones especiales se hallan obras mexicanas y extranjeras impresas en el siglo XIX y XX que por sus características temáticas o editoriales (primeras ediciones, obras de tirajes cortos y circulación limitada, ediciones de autor, ediciones en formatos especiales, ediciones conmemorativas, etc.) se han considerado pertinente integrarlas. Asimismo, se conservan ahí la colección «Tobías Chávez Lavista», que consta de 522 impresos y 23 manuscritos. Una serie de impresos sueltos que llevan el nombre del primero director de la biblioteca, y una colección de folletería mexicana de los siglos XIX y XX.
Destaca el Fondo Antiguo, conformado por material impreso producidos entre los siglos XV y XVIII. Se trata de obras singulares y de especial valor por su temática, rareza o significación histórica (primeras ediciones, manuscritos, obras con anotaciones al margen de personajes notables, ex-libris, etcétera).
Actualmente el acervo documental de la Biblioteca Central UNAM está constituido por 1'445,109 volúmenes, de los cuales 589,418 son libros; 323,452 fascículos de revistas y 9 periódicos de circulación nacional; 2,687 folletos y 8,616 discos compactos multimedia. Además la colección de tesis contiene 520,936 trabajos recepcionales, de los cuales 299,057 se encuentran en texto completo disponibles para su consulta electrónica.

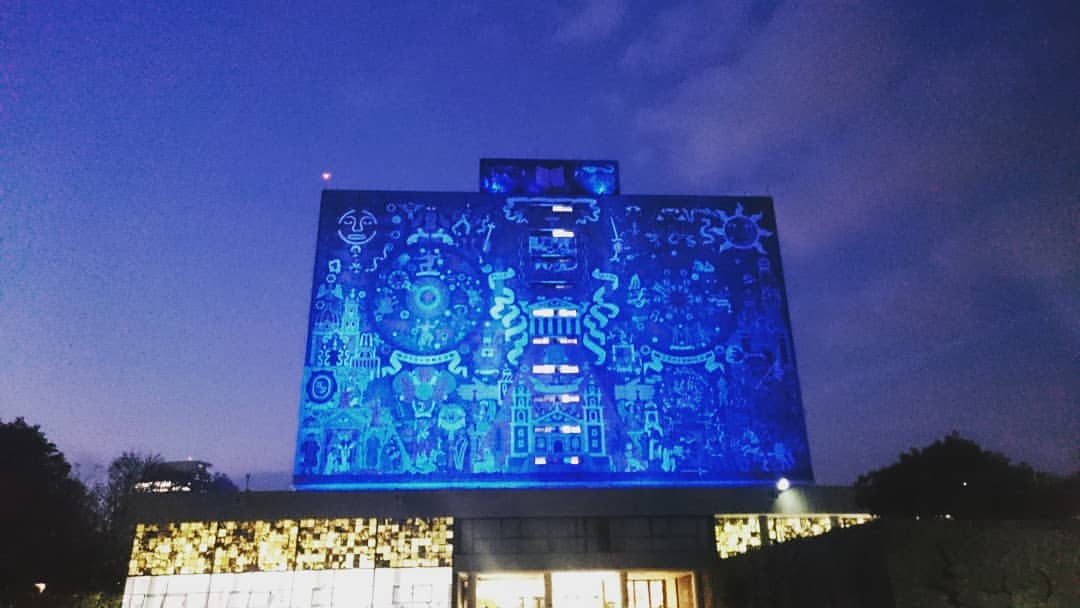

## Servicios

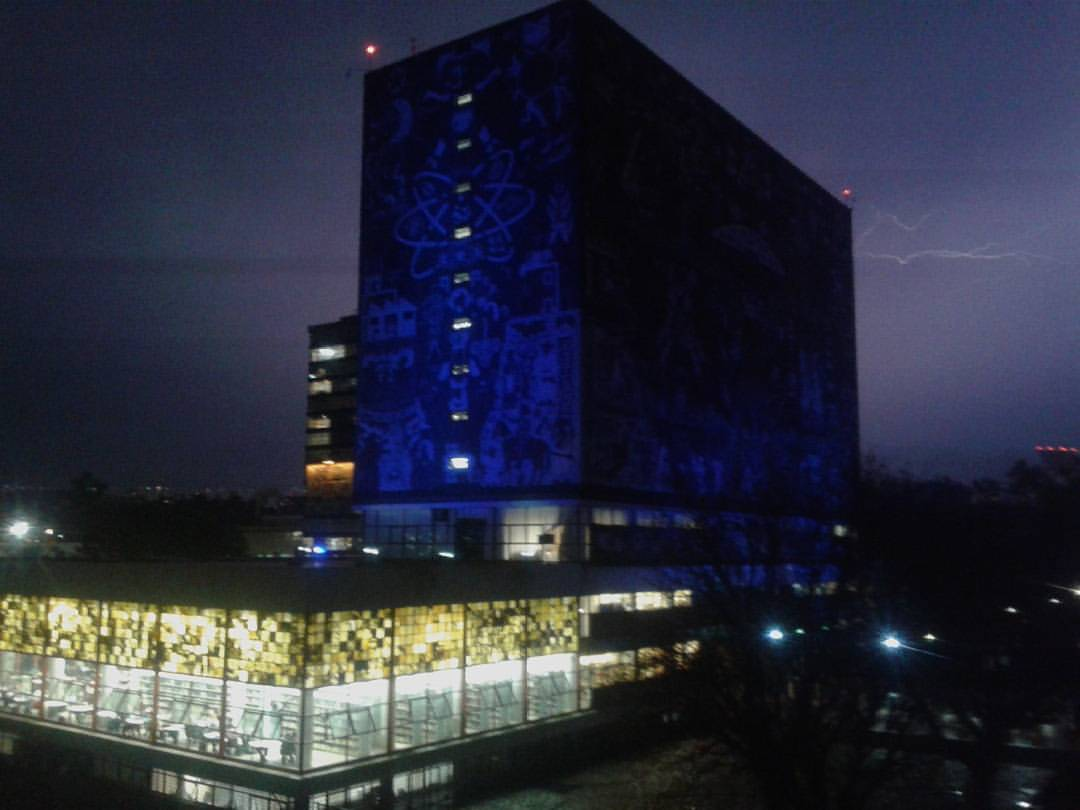
Biblioteca Central vista desde la FFyL

La biblioteca ofrece los servicios de préstamo de libros a domicilio; módulo de autoprestámo; renovación del préstamo en línea; recuperación de información; sala de consulta electrónica con acceso a 204 bases de datos en áreas humanísticas, científicas y técnicas.
Cuenta con secciones de tesis, hemeroteca, videoteca, sala de consulta, sala de consulta para personas con discapacidades visual y motora, sala de cómputo, fotocopiado, servicio de reprografía, talleres de desarrollo de habilidades informativas, visitas guiadas y entrega de tesis.
La Biblioteca Central UNAM está abierta a todo el público de lunes a domingo, de 8:30 a 21:30 h.

## Arquitectura
El desplante de Biblioteca Central es sobre un área de 16 000 metros cuadrados, sobre una plataforma elevada a 3 m del resto del terreno. Todo parece indicar que su desplante es una extensión del subsuelo rocoso con una mampostería de piedra braza, finamente labrada, que rememora el cimiento histórico del pueblo mexicano. El edificio de 10 plantas al interior, ofrece 4 muros ciegos con un total de 4,000 m cuadrados, en los que Juan O´Gorman plasmó su conocimiento y entusiasmo por el pasado mesoamericano. Muestra de ello es que todo el edificio está inspirado en la representación del Tláloc, dios de la lluvia y la fertilidad en la antigua religión nahua-culhua: los muros exteriores de piedra llevan consigo representaciones visibles de este dios; asimismo hay una representación oculta que saltará a la vista si se observa de manera frontal el edificio. Los dos círculos del mural forman los ojos, la nariz se encuentra en la parte central inferior y las puertas de entrada al edificio equivalen a su boca.
La estructura del edificio consta de los siguientes elementos:
- Los cuatro muros ya mencionados, ilustrados con el mural denominado por su autor como Representación histórica de la cultura. Este mural tiene la singularidad de ser uno de los más grandes mosaicos del mundo, con paneles decorados con piedras de colores.[10][Nota 1]
- Un remate superior, ornamentada cada cara con figuras similares a las del bloque principal. El lado norte está ilustrado con el rostro de Tláloc, enmarcado con un par de manos abiertas. Los lados oriente y poniente tienen sendas cabezas de guerreros mexicas. Finalmente, el lado sur tiene una enorme mano que sostiene un libro abierto, y está enmarcada con otras dos cabezas de guerreros mexicas.
- Una fuente en la puerta norte del edificio. La pared de esta fuente, hecha de piedra volcánica, tiene una representación del rostro de Tláloc, flanqueada como en el remate superior, por dos manos abiertas.
- Las bardas que delimitan el jardín de la planta principal están construidas con piedra volcánica. Llevan figuras en relieve del mismo material con las representaciones prehispánicas de Quetzalcóatl en el lado sur, de Ehécatl en el lado poniente y una máscara flanqueada por dos serpientes en el lado oriente.

### Vista exterior del bloque superior
Las cuatro fachadas del bloque superior de la biblioteca conforman una sola obra artística de 4,000 m cuadrados: el mural Representación Histórica de la Cultura que diseño y realizó el artista mexicano Juan O'Gorman.
Carlos Lazo Barreiro, el responsable del proyecto de la Ciudad Universitaria, sugirió a O'Gorman la realización de los murales que adornan las cuatro fachadas. Lazo estaba muy interesado en la propuesta de O’Gorman de hacer un mural conformado exclusivamente por piedras de colores, algo nunca antes realizado a tal escala. La idea original provino de un trabajo en que participaron Diego Rivera y Juan O'Gorman para la construcción del museo Anahuacalli, donde Rivera almacenaría su colección prehispánica. La técnica de mosaico con piedras garantizaría la permanencia de los colores ante las inclemencias de la intemperie. Los bocetos del proyecto completo fueron elaborados por O’Gorman en poco tiempo. De la idea original, solo se modificaron pequeñas variaciones en el proyecto final, como la elección del material para el color azul: ya que ningún tono en las piedras le satisfacía al creador del mural, decidió emplear vidrio coloreado

## Representación histórica de la cultura, el mural de la Biblioteca Central
Todo el mural está armado como un códice: los símbolos y las figuras son las que hablan. Para Juan O’Gorman, quien era un profundo y entusiasta conocedor de la historia mexicana, era importante plantear las representaciones visuales artísticas a modo de oposición, en dualidades, como un juego de fuerzas que conforman el espíritu y la historia del pueblo de México. El sol y la luna son siempre los dos polos, y al cobijo de éstos se desarrollan las ideas, la historia y los personajes que luchan por su verdad. El sustento visual e ideológico de todo el mural fue la cultura prehispánica, pues O’Gorman sentía admiración por ella.
Este mural, a diferencia de otros suyos de carácter didáctico, busca el intercambio de ideas, y hasta la polémica, con la comunidad universitaria.

### Muro norte: El pasado prehispánico

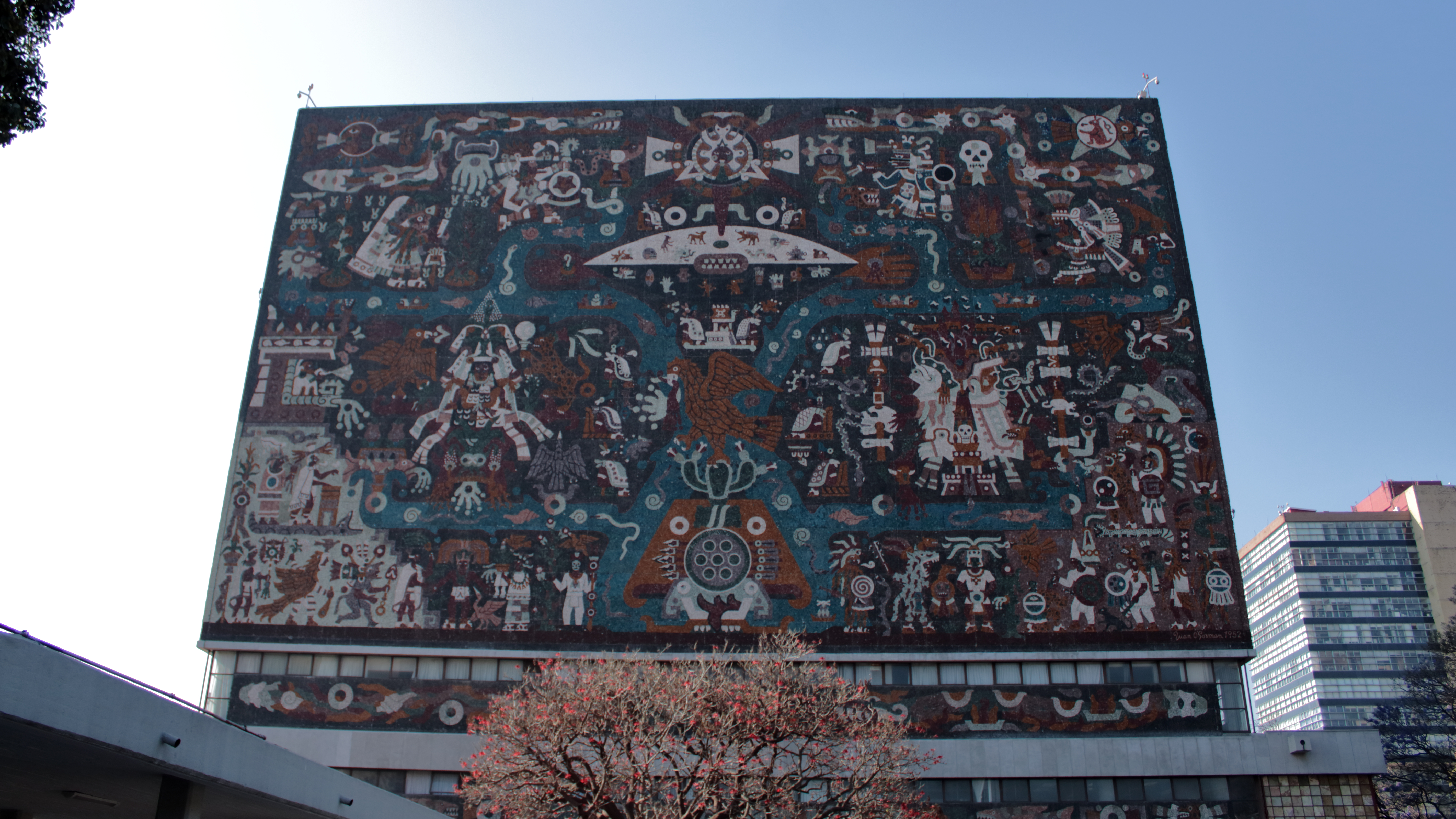
Muro Norte del edificio de la Biblioteca Central de la UNAM

Esta parte del mural corresponde a la época prehispánica y a la cultura mexica. Aquí se pone en juego la dualidad de la vida y la muerte. Del lado izquierdo del eje central y separadas en tres planos, aparecen deidades y escenas asociadas al principio creador de la vida: en la esquina superior, el sol, enmarcado por el mítico Quetzalcóatl en forma de serpiente; abajo emerge la figura de Tláloc y Huitzilopochtli. En la sección central esta Tlazoltéotl, diosa de la tierra, circundada por el águila, atributo solar, y por el jaguar, símbolo de la noche, y por otros elementos relacionados con la fertilidad. En la base derecha está la representación de una ceremonia donde se habla del sentido ritual y sagrado de la guerra, siempre asociada con el sol, al día. En opinión de O'Gorman, el imperio mexica se erigió, en gran medida, por su carácter guerrero.
El lado derecho del mural representa la antítesis de la vida: el mundo del misterio, de lo oscuro, del mal y de la muerte. En la esquina superior está el conejo de la luna. Debajo aparece la serpiente de Quetzalcóatl, dibujada a base de chalchihuites y caracoles; después está Chalchiuhtlicue, diosa del agua y pareja de Tláloc; frente a ella, la hoguera donde se consume su hijo sacrificado que dará vida a la luna. A la izquierda de esta escena está representado Tezcatlipoca, el sol que se oculta, quien anuncia la oscuridad y es creador y señor de los hechiceros; está acompañado de una calavera. En la sección central domina la representación dual de Mictlantecuhtli Quetzalcóatl. En el área inferior encontramos imágenes de guerreros con prisioneros de guerra, que complementan el pasaje relativo al sacrificio humano.
El eje central de la composición es la unión de la dualidad vida-muerte; arriba se expone a sol como Tonatiuh, fuente primigenia del ciclo vital, cuya permanencia se garantiza con los sacrificios de hombres y dioses. Al centro encontramos a Tláloc: un poco oculto, con un cuerpo formado por los canales de agua de la antigua ciudad México-Tenochtitlan. También se pueden observar veinte grifos relacionados con el tonalpohualli, el calendario ritual más importante de los mexicas, centro de sus fiestas y cálculos astronómicos. Esta sección culmina con la imagen del mito de la fundación de México-Tenochtitlan, el águila posada en un nopal devorando una serpiente.

### Muro sur: El pasado colonial
Esta zona aborda la cultura occidental y el carácter dual de la dominación española y de la época colonial: el aspecto piadoso y espiritual contra la conquista violenta por las armas.
Al centro del panel destacan dos círculos enormes que ilustran dos posturas antagonistas: a la izquierda está una figura circular donde se representa el sistema geocéntrico de Claudio Ptolomeo, en el cual el Sol gira alrededor de la Tierra; a la derecha está la figura circular que representa la concepción de Copérnico sobre el universo, donde la Tierra gira alrededor del Sol.

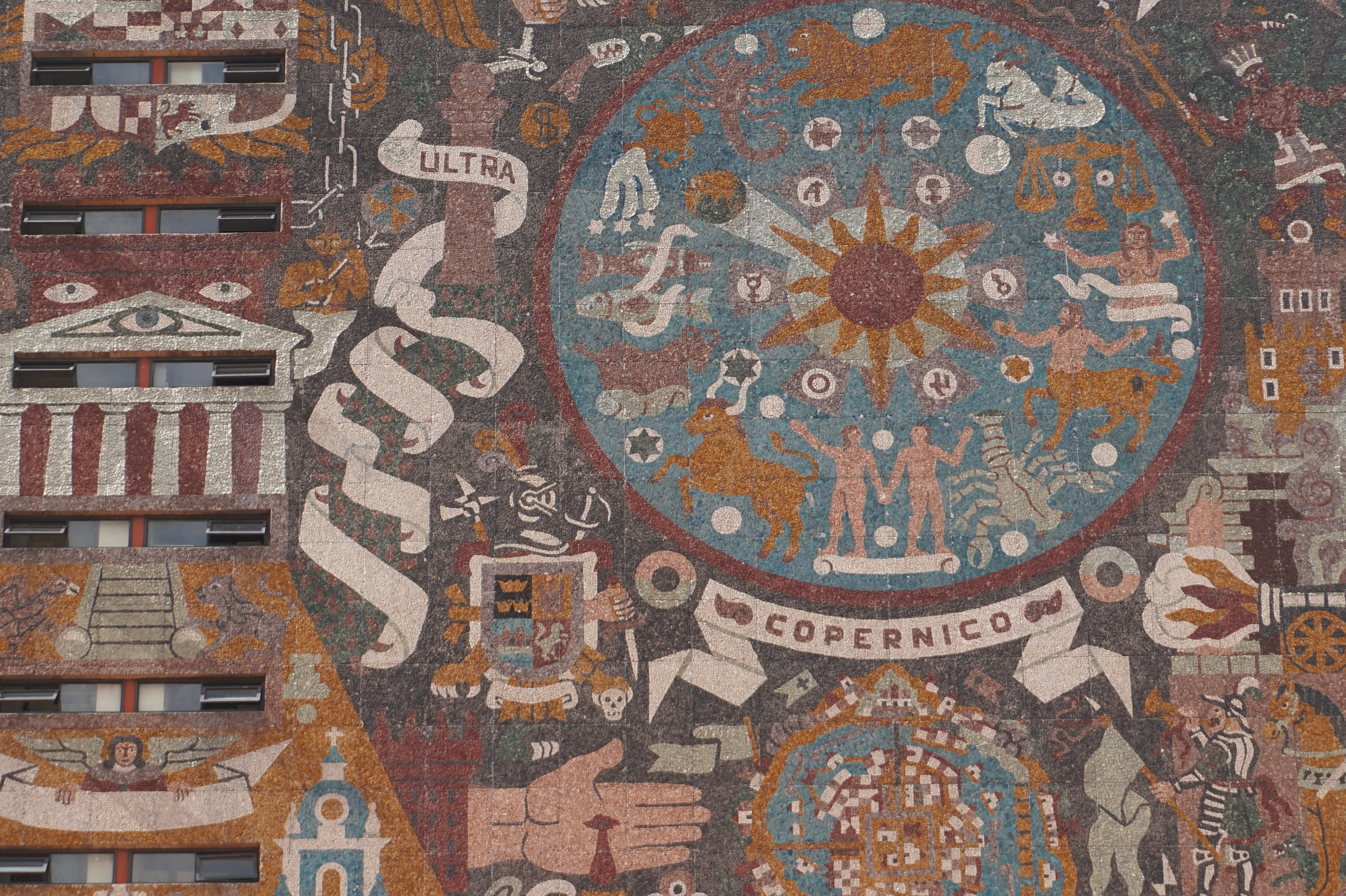
Fragmento del muro sur

La parte izquierda del mural, dominada por la figura del sol, contiene la llamada “conquista espiritual”, relacionada con el principio cristiano del bien. Bajo el gran círculo izquierdo aparece la figura de Cuauhtémoc, ”águila que cae”, quien simboliza la derrota de la civilización mexica. La sección derecha del mural, dominada por la luna, representa la conquista por la espada. O´Gorman asocia la revolución astronómica de Copérnico con el principio cristiano del mal, basado en el hecho de que en esa época el saber científico se contraponía a las creencias religiosas.
En el centro del panel se halla la síntesis de las dos posturas y donde se resuelven las oposiciones de los flancos: la cultura criolla. En la porción central superior está el escudo de los Habsburgo, la principal casa real de la época colonial; hacia abajo siguen los símbolos masones como otro elemento del poder colonial; finalmente, en la base se encuentra una iglesia de tipo barroco, mestiza y mexicana.

### Muro oriente: El mundo contemporáneo
Aquí se repite la confrontación de elementos a ambos lados del eje central, en esta ocasión poniendo en juego la dualidad tradición-progreso, referidas a los dos aspectos del progreso social de México: la ciudad y el campo. Está representada la historia desde la Revolución mexicana hasta la modernidad de mediados del siglo XX, representada por el átomo. Aquí está simbolizada la unión de los opuestos que construye a la nueva sociedad mexicana; así participa el fuego como energía fundamental, a lo que se suma el trabajo del hombre, la energía del conocimiento que viene por la ciencia y la tecnología; y finalmente, la fuerza del espíritu, representada por el águila ascendente.

### Muro poniente: La Universidad y el México actual
En este muro, el artista plasmó sus ideas sobre lo que deberían ser la Universidad y la cultura nacionales. Buscó una síntesis definitiva de la cultura nacional. Aquí, el tema a desarrollar fueron la ciencia y la técnica, así como el papel que deben jugar los universitarios ante la sociedad mexicana. La imagen más aproximada para este propósito fue la propia actividad universitaria y, por ende, el saber en sus relaciones con la sociedad y la vida productiva. Para ello, O´Gorman dispuso en las secciones laterales motivos prehispánicos, estudiantiles y populares, sin olvidar los deportivos.
Como esta cara mira hacia la parte exterior de Ciudad Universitaria, hacia la avenida de los Insurgentes, sirve también como identificación de la Universidad y del papel que originalmente jugaría este edificio en el conjunto de inmuebles: las letras BN y HN se refieren a Biblioteca Nacional y Hemeroteca Nacional, respectivamente.